# Anosia asclepiadis
Anosia asclepiadis är en fjärilsart som beskrevs av Fabricius. Anosia asclepiadis ingår i släktet Anosia och familjen praktfjärilar. Inga underarter finns listade i Catalogue of Life.